# Vitamin C
|  |

|  |

Vitamin C, hay acid ascorbic là một chất dinh dưỡng thiết yếu cho các loài linh trưởng bậc cao, và cho một số nhỏ các loài khác. Sự hiện diện của ascorbic là cần thiết trong một loạt các phản ứng trao đổi chất trong tất cả các động vật và cây cối và được tạo ra trong cơ thể bởi hầu như tất cả các cơ thể sinh vật, loại trừ loài người, khỉ, cá heo do thiếu enzyme đặc hiệu xúc tác chuyển hóa Glucose thành Vitamin C. Đây là một chất được mọi người biết đến rộng rãi là một vitamin mà thiếu nó thì sẽ gây ra bệnh scorbut cho con người..